# Kamil Jankovský
Kamil Jankovský (ur. 10 marca 1958 w Pradze) – czeski przedsiębiorca i polityk, w latach 2010–2013 minister rozwoju regionalnego.

## Życiorys
W 1983 ukończył studia z zakresu ekonomii i zarządzania na Politechnice Czeskiej w Pradze. Do 1993 pracował w branży inwestycji budowlanych, dochodząc do stanowisk dyrektorskich. Od pierwszej połowy lat 90. związany z przedsiębiorstwem PHAR Service (działającym głównie w przemyśle farmaceutycznym). Został jego większościowym akcjonariuszem i dyrektorem generalnym. W latach 2002–2010 pełnił funkcję przewodniczącego rady dyrektorów.
Należał do Obywatelskiego Sojuszu Demokratycznego (od 1994), działał potem w partii SNK Europejscy Demokraci (od 2002). W latach 2002–2006 był radnym dzielnicy Praga 10. Dołączył do ugrupowania Sprawy Publiczne, współtworzył klub przedsiębiorców, którzy finansowali to ugrupowania. Od lipca 2010 do lipca 2013 sprawował urząd ministra rozwoju regionalnego w rządzie Petra Nečasa. Od 2012 był członkiem partii LIDEM, założonej przez część działaczy Spraw Publicznych. Po odejściu z polityki ponownie objął stanowisko przewodniczącego rady dyrektorów PHAR service.